# 渡邊安理
渡邊 安理（わたなべ あんり、1984年8月15日 - ）は、日本の舞台女優。
千葉県出身。関東国際高等学校演劇科卒業。演劇集団キャラメルボックス所属。所属事務所はナッポスユナイテッド。

## 来歴
関東国際高等学校演劇科卒業後、2003年キャラメルボックス俳優教室1期生を経て2004年演劇集団キャラメルボックスに入団。同期は阿部丈二と多田直人。

## 主な出演

### 舞台

#### 演劇集団キャラメルボックス
太字は主演・メインキャスト
- 『ブラック・フラッグ・ブルーズ』(2004年、光龍)
- 『広くてすてきな宇宙じゃないか』(2005年、カツラ・2012年、クリコ) - 2012年は林貴子・原田樹里とトリプルキャスト
- 『スケッチブック・ボイジャー』(2005年、冒進)
- 『賢治島探検記』(2006年)
- 『俺達は志士じゃない』(2006年、こま)
- 『極楽トンボの終わらない明日』(2006年、安藤アスカ)
- 『少年ラヂオ』(2006年、コテツ) - 小林千恵とダブルキャスト
- 『サボテンの花』(2007年、秋山しずく)
- 『カレッジ・オブ・ザ・ウィンド』(2007年、藤枝/2015年、あやめ)
- 『トリツカレ男』(2007年・2012年、ニーナ)
- 『きみがいた時間 ぼくのいく時間』(2008年、佐藤小百合/2016年、秋沢真帆)
- 『嵐になるまで待って』(2008年、ユーリ)
- 『風を継ぐ者』(2009年、その)
- 『エンジェル・イヤーズ・ストーリー』(2009年、三沢奏)
- 『南十字星駅で』(2010年、めぐる)
- 『また逢おうと竜馬は言った』(2010年、石倉/2016年、ケイコ)
- 『サンタクロースが歌ってくれた』(2010年、サヨ)
- 『夏への扉』(2011年、マクビー)
- 『ヒア・カムズ・ザ・サン』(2011年、明日菜)
- 『銀河旋律』(2011年、はるか) - 岡内美喜子・実川貴美子とトリプルキャスト
- 『ナツヤスミ語辞典』(2011年、ナナコ)
- 『アルジャーノンに花束を』(2012年、アリス・キニアン) - 岡内美喜子とダブルキャスト
- 『ナミヤ雑貨店の奇蹟』(2013年、太田翔子)
- 『ジャングル・ジャンクション』(2013年、カンドリ) - 女組キャスト
- 『ケンジ先生』(2013年、トシコ) - 2013年はどんぐりキャスト
- 『ウルトラマリンブルー・クリスマス』(2013年、シリウス)
- 『ヒトミ』(2014年、典子)
- 『鍵泥棒のメソッド』(2014年、水嶋香苗) - 岡内美喜子とダブルキャスト
- 『ブリザード・ミュージック』(2014年、ミハル)
- 『パスファインダー』(2015年、絵子)
- 『フォーゲット・ミー・ノット』(2016年、吉野節子)
- 『ゴールデンスランバー』(2016年、樋口晴子)
- 『水平線の歩き方』(2022年、阿部知香子)

#### 客演
- 『ヒールのブーツ』(2011年、オーストラ・コマンドー)
- 『湯煙の頃に君を想う』(2011年、ホチキス)
- 『悩殺ハムレット』(2011年、柿喰う客)
- 多田直人案第1回発表会『ごー』(2012年)
- 『絶頂マクベス』(2012年、柿喰う客)
- 『発情ジュリアス・シーザー』(2013年、柿喰う客)
- 『ヒア・カムズ・ザ・サン』(2014年、スカイロケット)
- 『マボロシ兄妹』(2014年、悪い芝居) - 奥歯役
- 『妖怪パラダイス』(2015年、ピヨピヨレボリューション) - ぬらりひょん役
- 『また愛か』(2015年、演劇計画II－戯曲創作－) - 友木碧役
- 『劇的忘年団 2016！～演劇人大集合！年忘れトークライブ＋α！～』(2016年)
- 『都道府県パズル2017』(2017年、キリンバズウカ)
- 『おぼろ』(2017年、ゲキバカ)
- 『ソーォス！』(2017年、クリスティーナ)
- 『15 Minutes Made Anniversary』(2017年)
- 『ケンジ先生』(2017年)
- 『1万円の使いみち』(2018年、monophonic orchestra)
- 『おおきく振りかぶって 夏の大会編』（2018年） - 百枝まりあ
- 『おおきく振りかぶって / おおきく振りかぶって 秋の大会編』（2020年） - 百枝まりあ
- 『かがみの孤城』(2020年、ナッポスユナイテッド)-こころの母
- 『容疑者Xの献身』(2021年、ナッポスユナイテッド)-花岡靖子

### テレビドラマ
- セクシーボイスアンドロボ
- 純情きらり

### ラジオドラマ
- River Side Cafe#3「大学生」(2013年、TFM系) - 玲奈役

### アニメ
- HONEINUKUN - ホネイヌくん役

### テレビバラエティ
- 新婚さんいらっしゃい! - 2021年5月2日、夫のなだぎと共に出演。